# Stenanona
Stenanona là một chi thực vật thuộc họ Annonaceae.

## Phân bố
Các loài trong chi này là bản địa châu Mỹ.

## Các loài
Chi này có các loài sau:
- Stenanona carrillensis G.E.Schatz & Maas, 2010
- Stenanona cauliflora (J.W.Walker) G.E.Schatz ex Maas, E.A.Mennega & Westra, 1994
- Stenanona columbiensis Aristeg. ex G.E.Schatz & Maas, 2010
- Stenanona costaricensis R.E.Fr., 1941
- Stenanona flagelliflora T.Wendt & G.E.Schatz, 2004
- Stenanona hondurensis G.E.Schatz, F.G.Coe & Maas, 2010
- Stenanona humilis (Miranda) G.E.Schatz ex Maas, E.A.Mennega & Westra, 1994
- Stenanona migueliana Ortíz-Rodr. & G.E.Schatz, 2014
- Stenanona monticola Maas & G.E.Schatz, 2010
- Stenanona narinensis G.E.Schatz & Maas, 2010
- Stenanona panamensis Standl., 1929
- Stenanona stenopetala (Donn.Sm.) G.E.Schatz ex Maas, E.A.Mennega & Westra, 1994
- Stenanona tuberculata G.E.Schatz & Maas, 2010
- Stenanona tubiflora G.E.Schatz & Maas, 2010
- Stenanona wendtii G.E.Schatz & Maas, 2010
- Stenanona zoque Ortíz-Rodr. & Gómez-Domínguez, 2018